# Alessandro Fortis
Alessandro Fortis (16. září 1842 Forlì – 4. prosince 1909 Řím) byl italský právník a politik, premiér Italského království ve dvou po sobě následujících vládách od 28. března 1905 do 8. února 1906. 

## Život
Studoval filozofii a práva, byl advokátem a bojoval pod Garibaldim proti Rakušanům. Poslancem se poprvé stal roku 1880.
V letech 1898 až 1899 byl ministrem zemědělství. 28. března 1905 se stal premiérem. Sloužil jako 18. italský premiér a byl prvním italským premiérem židovského vyznání. Fortisova vláda úspěšně vyřešila stávku železničářů, jež ochromila italskou dopravu, tím, že znárodnila železnice, čímž železničáři jako státní úředníci ztratili právo stávkovat. Také se zabývala následky zemětřesení v jižní Itálii. Mandát vládnout ztratila po rozkolu v parlamentu ohledně obchodní smlouvy se Španělskem. Druhá, bezprostředně následující Fortisova vláda již nezískala důvěru, a tak Fortis definitivně přišel o premiérství 8. února 1906.
Fortis zemřel 4. prosince 1909 v Římě.